# ON THE ROAD 2001 (コンサートツアー)
『ON THE ROAD 2001』（オン・ザ・ロード2001）は、1998年4月10日から2002年1月11日まで開催された浜田省吾のコンサートツアーである。

## 概要
4年間に及ぶ世紀を跨いだ前人未到のロングツアー。ホール、ライブハウス、アリーナ、野外ライブなどの各会場を織り交ぜた計198公演で、延べ60万人を動員した。47都道府県すべてでコンサートを行い、奄美大島などキャリア20年以上の中で初めてとなる会場もあった。ツアー初日の4月10日はタイタニック号の処女航海の日でもあり、無事4年間ツアーできるか非常に不安だとツアー中に浜田本人が語っている。
それまでは新しいアルバムの発売に合わせてのプロモーションという形でツアーを行っていたが、そうしたツアーの在り方に浜田が疑問を持ち、「純粋に音楽を楽しむ旅」（2001年音楽の旅）というコンセプトで開始された。また、CDバブルと呼ばれるメガヒット連発の時代に対するアンチテーゼでもあった。
1998年から2000年までは「ON THE ROAD 2001 "THE MONOCHROME RAINBOW"」というタイトルで、ホールを中心に全国各地を廻った。1990年代に2001年とツアータイトルをつけた世界初のツアーである。シングル「モノクロームの虹」をツアーのメインテーマ曲にしている。2001年からはニュー・アルバム『SAVE OUR SHIP』を引っ提げてのアリーナツアー「ON THE ROAD 2001 "THE SHOGO MUST GO ON"」に突入した。

## バンドメンバー
バンド
- 浜田省吾 - Vocal, Guitar & Harmonica
- 町支寛二 - Guitar & Backing vocal
- 水谷公生 - Guitar　（2001年のアリーナツアーから参加）
- 岡沢茂 - Bass & Backing vocal
- 小島良喜 - Piano & Backing vocal
- 福田裕彦 - Synthesizer & Backing vocal
- 古村敏比古 - Saxophone, Flute & Backing vocal
- 大久保敦夫 - Drums
- 長谷部徹 - Drums　（病気療養の大久保に代わり、2001年途中から参加）

ストリングス　profile
- 矢野晴子 - Violin
- 岩戸有紀子 - Violin
- 大沼幸江 - Viola
- 矢野晶子 - Cello

## セットリスト
アンコール前にはその日に浜田本人が楽屋入りする様子がビデオ録画され、会場に流された。
【参考】1998年6月17日、静岡市民文化会館公演（"THE MONOCHROME RAINBOW 1998 Spring Tour"）のセットリスト
1. モノクロームの虹
2. HELLO ROCK & ROLL CITY
3. 今夜こそ
4. モダンガール
5. バックシート・ラブ
6. BASEBALL KID'S ROCK
7. いつかもうすぐ
8. 丘の上の愛
9. NEW YEAR'S EVE
10. 太陽の下へ
11. DANCE
12. 境界線上のアリア
13. MONEY
14. J.BOY
15. 詩人の鐘
16. とらわれの貧しい心で

アンコール
1. ラストショー
2. BE MY BABY
3. さよならゲーム
4. 君がいるところがMy Sweet Home

【参考】1999年8月7日、広島備北丘陵公園公演（"LET SUMMER ROCK '99"）のセットリスト
1. A NEW STYLE WAR
2. BIG BOY BLUES
3. 八月の歌
4. モノクロームの虹
5. 勝利への道
6. 街角の天使
7. さよならゲーム
8. 君がいるところがMy Sweet Home
9. AMERICA
10. ラストショー
11. 青の時間
12. サイドシートの影
13. 君に会うまでは
14. 片想い
15. 星の指輪
16. 青空のゆくえ
17. 愛しい人へ
18. 詩人の鐘
19. DANCE
20. 境界線上のアリア
21. MONEY
22. J.BOY
23. 愛の世代の前に
24. 家路

アンコール1
1. 二人の夏
2. 今夜こそ
3. 恋は魔法さ
4. MAINSTREET

アンコール2
1. SWEET LITTLE DARLIN'
2. ON THE ROAD
3. ラストダンス

【参考】2000年7月28日、NHKホール公演（"THE MONOCHROME RAINBOW 2000 Spring Tour"）のセットリスト
1. モノクロームの虹
2. HELLO ROCK & ROLL CITY
3. 二人の絆
4. さよならゲーム
5. 君がいるところがMy Sweet Home
6. もうひとつの土曜日
7. 二人の夏
8. ロマンスブルー
9. GIVE ME ONE MORE CHANCE
10. Because I love you
11. 東京
12. DANCE
13. 境界線上のアリア
14. …to be "Kissin'you"
15. MONEY
16. J.BOY
17. 日はまた昇る

アンコール
1. Walking in the rain
2. 演奏旅行
3. 悲しみの岸辺
4. 土曜の夜と日曜の朝
5. ON THE ROAD
6. SWEET LITTLE DARLIN'

【参考】2001年9月9日、さいたまスーパーアリーナ公演（"THE SHOGO MUST GO ON"）のセットリスト
メインステージ
1. 青空
2. 裸の王達
3. HELLO ROCK & ROLL CITY
4. 土曜の夜と日曜の朝
5. GIVE ME ONE MORE CHANCE
6. LOVE HAS NO PRIDE
7. 悲しみの岸辺
8. MONEY
9. DANCE
10. 境界線上のアリア
11. MIDNIGHT FLIGHT - ひとりぼっちのクリスマス・イブ
12. 愛という名のもとに
13. 陽のあたる場所
14. 彼女
15. …to be "Kissin'you"
16. 真夏の路上
17. 午前4時の物語
18. あい色の手紙
19. Theme of "Midnight Cab"
20. モノクロームの虹
21. J.BOY
22. 日はまた昇る

センターステージ
1. 路地裏の少年
2. 朝からごきげん
3. 悲しみは雪のように
4. あばずれセブンティーン
5. 演奏旅行

メインステージ
1. 君の名を呼ぶ
2. Midnight Blue Train

【参考】2002年1月11日、日本武道館公演（浜田省吾 AT 武道館）のセットリスト
1. 青空
2. …to be "Kissin'you"
3. GIVE ME ONE MORE CHANCE
4. LOVE HAS NO PRIDE
5. 君の名を呼ぶ
6. 真夏の路上
7. 午前4時の物語
8. あい色の手紙
9. 彼女
10. Theme of "Midnight Cab"
11. モノクロームの虹
12. 日はまた昇る
13. 陽のあたる場所
14. 片想い
15. もうひとつの土曜日
16. A NEW STYLE WAR
17. 愛の世代の前に
18. DANCE
19. 境界線上のアリア
20. MONEY
21. J.BOY
22. 家路

アンコール
1. ラストショー
2. 悲しみは雪のように
3. 路地裏の少年
4. 演奏旅行
5. Midnight Blue Train
6. ON THE ROAD
7. ラストダンス

## 日程
| 行程                                      | 期間                           | 公演数 | 備考           |
| ----------------------------------------- | ------------------------------ | ------ | -------------- |
| ON THE ROAD 2001 "THE MONOCHROME RAINBOW" |                                |        |                |
| 1998 Spring Tour                          | 1998年4月10日〜1998年7月6日    | 26     | ホールツアー   |
| 1998 Autumn Tour                          | 1998年10月4日〜1999年1月18日   | 27     | ホールツアー   |
| 1999 Spring Tour                          | 1999年3月28日〜1999年6月30日   | 32     | ホールツアー   |
| LET SUMMER ROCK '99                       | 1999年7月24日〜1999年8月15日   | 3      | 特設野外ライブ |
| 1999 Autumn Tour                          | 1999年10月15日〜1999年12月26日 | 25     | ホールツアー   |
| 2000 Spring Tour                          | 2000年4月1日〜2000年9月6日     | 48     | ホールツアー   |
| ON THE ROAD 2001 "THE SHOGO MUST GO ON"   |                                |        |                |
| 2001 Arena Tour                           | 2001年9月1日〜2002年1月11日    | 37     | アリーナツアー |

## LET SUMMER ROCK '99
1999年夏には、浜田にとって8年ぶりとなる野外ライブが開催された。北海道、広島、東京の3ヶ所で開催され、6万人以上が来場した。
出来る限り快適な環境でコンサートを楽しんでほしいという浜田の意向で、コンクリートではなく全て芝生の会場が選定された。また、野外ライブとしては異例の「雨天順延」の予備日が設定されており、実際に東京公演が翌日に延期された。また、大規模な会場で観客動員数争いをするのではなく、収容可能人数から見ても余裕のある人数に抑えられている。
コピーは「友達や恋人や家族とピクニックに行くような気分で参加してよ。そこに、いい音楽があれば最高だろう!? (笑)」。
なお、北海道・キロロリゾート公演の際、現地に向かうためメンバーとスタッフが搭乗したANA61便がハイジャックに遭遇（全日空61便ハイジャック事件を参照）。浜田自身は前日に北海道入りしていて難を逃れた。公演中、亡くなった機長を悼んで黙祷が捧げられた。
| 日付              | 地区   | 会場             | 来場者数 | 備考                  |
| ----------------- | ------ | ---------------- | -------- | --------------------- |
| 1999年7月24日(土) | 北海道 | キロロリゾート   | 10,139人 |                       |
| 1999年8月7日(土)  | 広島   | 国営備北丘陵公園 | 23,649人 |                       |
| 1999年8月15日(日) | 東京   | 国営昭和記念公園 | 27,633人 | 8月14日公演の雨天順延 |

## 100% FAN FUN FAN
ON THE ROAD 2001ツアーの中で、浜田にとってキャリア初となるファンクラブ会員限定のコンサートが開催された。「100% FAN FUN FAN」と題されたイベントで、省略してFFFと呼ばれている。
浜田のコンサート・チケットは年々プラチナ化しており、特にホールツアーはファンクラブ会員でもなかなか入手することができない。そうしたファンからの声に応えるために、初のファンクラブ会員限定コンサートが企画された。
これ以降、不定期にFFFが開催されており、ツアーのない年（2003年・2009年・2013年）を埋める形でファンクラブ会員のためにツアーが組まれている。
| 日付               | 地区   | 会場               |
| ------------------ | ------ | ------------------ |
| 1998年11月2日(月)  | 東京   | 東京国際フォーラム |
| 1999年6月15日(火)  | 大阪   | 大阪厚生年金会館   |
| 1999年6月16日(水)  | 大阪   | 大阪厚生年金会館   |
| 1999年6月18日(金)  | 名古屋 | 名古屋国際会議場   |
| 1999年12月25日(土) | 広島   | 広島厚生年金会館   |
| 1999年12月26日(日) | 福岡   | 福岡サンパレス     |
| 2000年7月15日(土)  | 新潟   | 新潟県民会館       |
| 2000年7月19日(水)  | 仙台   | 仙台サンプラザ     |
| 2000年7月21日(金)  | 北海道 | 札幌市民会館       |
| 2000年9月3日(日)   | 東京   | 渋谷公会堂         |

## 日本武道館公演
2001年12月29日に全スケジュールが終了したが、年明けの1月10日・11日に日本武道館で「浜田省吾 AT 武道館」と題して特別公演が開催された。1982年1月12日以来、20年ぶりの武道館公演として大きな話題となった。
| 日付              | 地区 | 会場       |
| ----------------- | ---- | ---------- |
| 2002年1月10日(木) | 東京 | 日本武道館 |
| 2002年1月11日(金) | 東京 | 日本武道館 |

## 映像作品
2002年7月31日に4年間のツアーを記録したDVDボックスセット『ON THE ROAD 2001』が発売された。8月21日にはベストテイク集のDVD・VHS『WE ARE STILL ON THE ROAD』も発売された。
また、この発売に合わせて7月31日に当時としては先駆的なインターネット・ライブ「SHOGO HAMADA Internet Special Live "ON THE ROAD 2001.COM"」がMORRICHより配信された。